# William Summer Johnson
William Summer Johnson (New Rochelle, 24 de fevereiro de 1913 — 19 de agosto de 1995) foi um químico estadunidense.
De 1940 a 1958 foi inicialmente instrutor e depois professor na Universidade do Wisconsin-Madison. A partir de 1958 foi professor na Universidade Stanford, onde permaneceu o resto de sua carreira científica.
Contribuiu com trabalhos fundamentais na produção artificial de esteroides. Foi laureado com a Medalha Nacional de Ciências, em 1987.